# Prättigau/Davos
Prättigau/Davos là một huyện hành chính ở bang Graubünden, Thụy Sĩ. Huyện có diện tích of 823,95 km² và dân số of 25.728 người (tháng 12 năm 2004).
Huyện có 7 phó huyện và 16 đô thị:
| Davos | 10,941 | 254.48 |

| Fideris | 599   | 25.32 |
| Furna   | 226   | 33.25 |
| Jenaz   | 1,158 | 25.95 |

| Klosters-Serneus | 3,935 | 193.16 |

| Conters im Prättigau | 217 | 18.40 |
| Küblis               | 835 | 8.13  |
| Saas im Prättigau    | 769 | 26.74 |

| Luzein                 | 1.152 | 31,63 |
| St. Antönien           | 226   | 42,60 |
| St. Antönien Ascharina | 117   | 9,62  |

| Grüsch  | 1.251 | 10,01 |
| Schiers | 2.408 | 61,75 |

| Fanas               | 383   | 21,83 |
| Seewis im Prättigau | 1.379 | 49,64 |
| Valzeina            | 132   | 11,44 |

Phó huyện Davos, Jenaz, Klosters, Küblis và Luzein cho đến năm 1986 đã thuộc huyện bị giải thể Oberlandquart; các phó huyện Schiers và Seewis đã thuộc huyện bị giải thể Unterlandquart.